# Німецько-іспанський договір (1899)
Німецько-іспанський договір 1899 (ісп. Tratado germano-español de 1899; нім. Deutsch-Spanischer Vertrag 1899) — договір про купівлю Німеччиною іспанських колоніальних володінь у Тихому океані.
Іспанські першопрохідці проникли в Тихий океан у XVI столітті. Королівським декретом від 5 травня 1583 для управління Іспанською Ост-Індією в Манілі заснована Аудієнсія (ісп. Audiencia y Chancillería Real de Manila en las Filipinas) і введений пост генерал-губернатора Філіппін. В адміністративному плані вони входили у віцекоролівство «Нова Іспанія», і тому все їхнє листування з Мадридом йшло через Мехіко.
До Іспанської Ост-Індії входили такі території:
- Філіппінські острови (включаючи іспанські володіння на Тайвані, Сулавесі та Молуккських островах)
- Каролінські острови
- Маріанські острови
- Архіпелаг Палау

У 1885 Німеччина окупувала острови Яп, заперечивши іспанські претензії. Справа була передана на арбітраж папі Льву XIII, який вирішив його на користь Іспанії, проте ухвалив, що Німеччина має там право на вільну торгівлю.
У 1898 Іспанія зазнала поразки в Іспано-американській війні, за підсумками якої Філіппіни та Гуам відійшли США. В результаті близько 6 000 дрібних, малонаселених, островів, що не становлять особливої цінності розкиданих Тихим океаном, залишилися без адміністративного центру, і без можливості захисту, оскільки два іспанські флоти були знищені в ході війни. Тому іспанський уряд вирішив позбавитися таких обтяжливих і малоцінних володінь шляхом продажу їх Німеччині.
12 лютого 1899 іспанський прем'єр-міністр Франсіско Сільвела і німецький посол Йозеф фон Бадовіц підписали договір, згідно з яким іспанські володіння в Тихому океані, що залишилися після втрати Філіппін, переходили Німеччині. Статті договору гласили:
1. Німецька імперія визнає за іспанськими релігійними установами на Тихоокеанських островах ті самі права, як і за німецькими.
2. Німецька імперія ставитиметься до іспанських сільськогосподарських та комерційних суб'єктів на Тихоокеанських островах так само, як і до німецьких.
3. Іспанія має право створювати та підтримувати функціонування (навіть у разі війни) вугільних станцій для військових та цивільних судів на архіпелазі Палау та Маріанських островах.
4. За передачу Островів Німецька імперія сплачує Іспанії 25 мільйонів песет.